# Hecaloidia nervosa
Hecaloidia nervosa är en insektsart som beskrevs av Henry Fairfield Osborn 1923. Hecaloidia nervosa ingår i släktet Hecaloidia och familjen dvärgstritar. Inga underarter finns listade i Catalogue of Life.